# Condado de Dąbrowa
Nota linguística: Não confundir hrabstwo (condado) com powiat (divisão administrativa)..
Dąbrowa (polaco: powiat dąbrowski) é um powiat (condado) da Polónia, na voivodia de Pequena Polónia. A sede é a cidade de Dąbrowa Tarnowska. Estende-se por uma área de 530,0 km², com 59 628 habitantes, segundo os censos de 2007, com uma densidade 111,00 hab/km².

## Divisões admistrativas
O condado possui:
Comunas urbana-rurais: Dąbrowa Tarnowska
Comunas rurais: Bolesław, Gręboszów, Mędrzechów, Olesno, Radgoszcz, Szczucin
Cidades: Dąbrowa Tarnowska

## Demografia
População (dados de 30 de Junho de 2005):
|          | Total   | Total | Mulheres | Mulheres | Homens  | Homens |
| -------- | ------- | ----- | -------- | -------- | ------- | ------ |
|          | pessoas | %     | pessoas  | %        | pessoas | %      |
| Total    | 58 593  | 100   | 29 534   | 50,4     | 29 059  | 49,6   |
| Cidades  | 11 289  | 100   | 5807     | 51,4     | 5482    | 48,6   |
| Povoados | 47 304  | 100   | 23 727   | 50,2     | 23 577  | 49,8   |